# Ginka Steinwachs

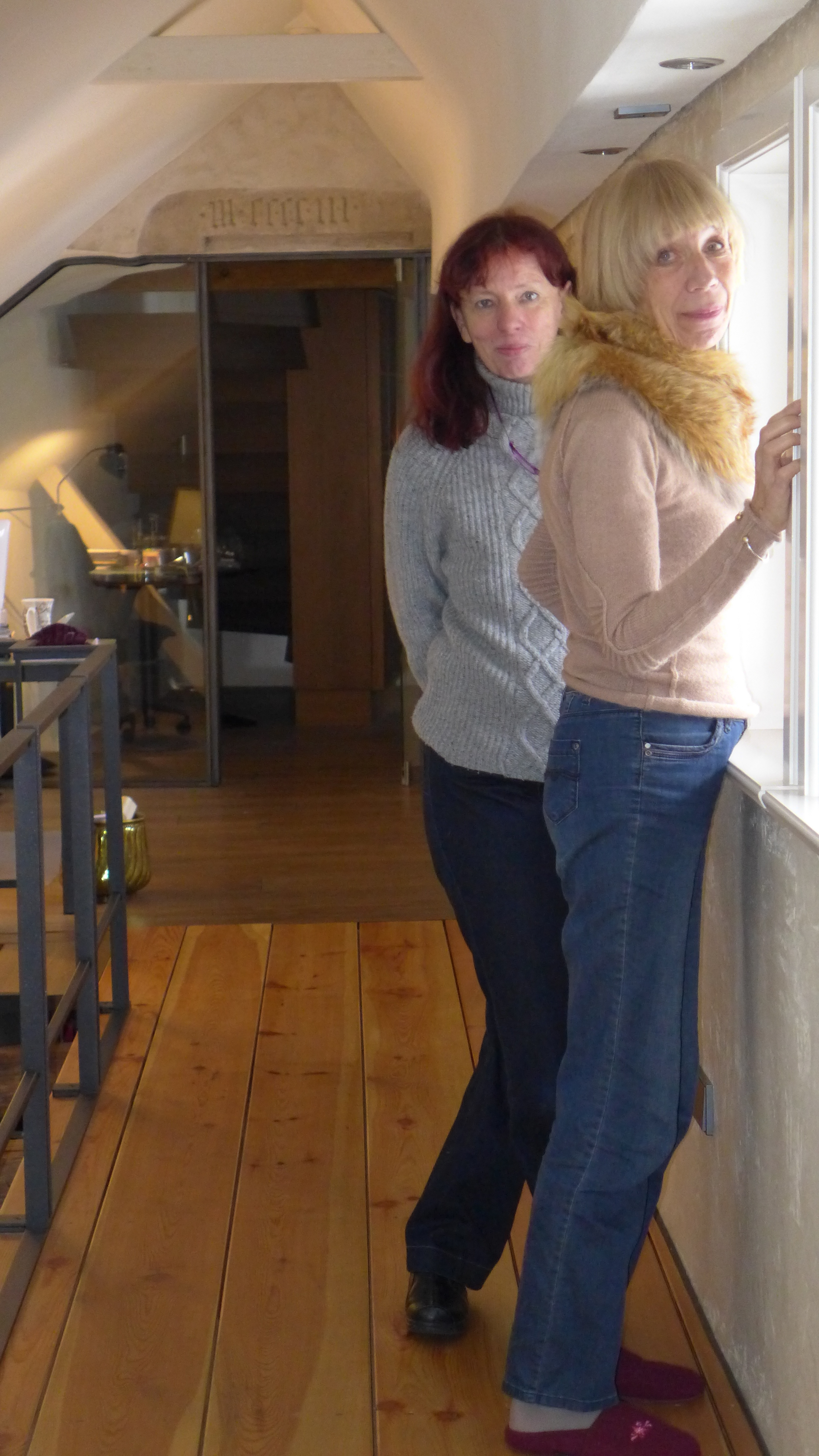
Ginka Steinwachs (rechts) und Silvia Hildegard Haneklaus (links) im Januar 2014 in der "Glucsburgh" in Goslar

Ginka Steinwachs (Pseudonym für Gisela Steinwachs, * 31. Oktober 1942 in Göttingen) ist eine deutsche Schriftstellerin.

## Leben
Gisela Steinwachs wuchs in Göttingen auf. Nach dem Abitur studierte sie Philosophie, vergleichende Literaturwissenschaft und Religionswissenschaft in München, Berlin und Paris. 1970 promovierte sie an der Freien Universität Berlin bei Klaus Heinrich mit einer Arbeit über André Breton zum Doktor der Philosophie. Anschließend war sie Lehrbeauftragte an der Universität Paris VIII in Vincennes, an der Pariser École Normale Supérieure de l’Enseignement Technique sowie an weiteren Hochschulen in München, Berlin und Zürich.
Seit 1974 war sie als freie Schriftstellerin unter dem Namen Ginka Steinwachs in Berlin und Hamburg ansässig; daneben tritt sie seit 1982 als Performerin mit eigenen Texten auf. Von 1974 bis 1976 leitete sie Schreibkurse in Erlangen; 1981/82 war sie als Regieassistentin an einem Theater in Barcelona tätig. 1988/89 hatte sie eine Gastprofessur für Poetik an der
Universität Hamburg inne, 1993/94 eine Dozentur an der Wiener Schule für Dichtung; 1999 war sie Writer in Residence am University College in Dublin. Die Autorin lebt heute in Berlin und auf Mallorca.
Ginka Steinwachs’ literarisches Werk steht unter dem Einfluss des klassischen Surrealismus, jener Bewegung, mit der sie sich auch als Literaturwissenschaftlerin beschäftigte. In ihren Romanen, Theaterstücken, Hörspielen und Performances setzt sie surrealistische Techniken ein, um ihre persönliche Variante des Feminismus, dem es vor allem um die Wiederentdeckung der Sinnlichkeit geht, zu propagieren.
Ginka Steinwachs, die Mitglied des Verbandes Deutscher Schriftsteller und des PEN-Zentrums Deutschland ist, erhielt u. a. folgende Auszeichnungen: 1976 den Literaturpreis der Stadt Erlangen, 1985 den 3. Preis beim Ingeborg-Bachmann-Wettbewerb in Klagenfurt (nochmalige Teilnahme 1992), 1988 den Förderpreis der Freien und Hansestadt Hamburg sowie 1995 den Hubert-Fichte-Preis.

## Werke
- Mythologie des Surrealismus oder die Rückverwandlung von Kultur in Natur: eine strukturale Analyse von Bretons „Nadja“ (= Collection alternative, Band 3, Sammlung Luchterhand 40). Luchterhand, Neuwied / Berlin 1971, DNB 720125251 (Dissertation FU Berlin 1970, 189 Seiten, unter dem Namen Gisela Steinwachs)
- Tränende Herzen. Minna Klages und Dorothea Hörauf, ein sentimentales Frauenstück. Kiepenheuer, Berlin 1977, DNB 780133676.
- Marylinparis. Wien 1978, ISBN 3-85394-014-5.
- Berliner Trichter. Bilderbogen. Wien 1979.
- George Sand. Berlin 1980, ISBN 3-87877-391-9.
- Lunagal bei den Terraüken. Berlin 1981.
- Tàpies intim. Barcelona 1983.
- Erzherzog Herzherzog oder Das unglückliche Haus Österreich heiratet die Insel der Stille. München 1985, ISBN 3-922696-14-7.
- Der schwimmende Österreicher. Graz 1985, ISBN 3-85420-056-0.
- Die Braut sieht Orkan. Reinbek bei Hamburg 1990.
- Anna’s (T)raum. Bremen 1991, ISBN 3-924588-20-1.
- Vollmund. Reinbek bei Hamburg 1991.
- G-L-Ü-C-K. Frankfurt am Main 1992, ISBN 3-518-11711-4.
- Falschgeld der Poesie. Wien 1994, ISBN 3-901395-04-0.
- Rolling Stein. Reinbek bei Hamburg 1997.
- Eroskop. Frankfurt am Main u. a. 1999, ISBN 3-458-34286-9.
- barnarella oder das herzkunstwerk in der flamme. 1. Auflage. Passagen Verlag, Wien 2002, ISBN 3-85165-538-9.
- die feder im mund der mund in der welt. vorleszungen. 1. Auflage. Passagen Verlag, Wien 2002, ISBN 3-85165-561-3.
- der mund ist aufgegangen. kunststücke. 1. Auflage. Passagen Verlag, Wien 2003, ISBN 3-85165-597-4.
- mit Ludwig Salvator: Sommerträumereien am Meeresufer. 1912/2003. 1. Auflage. Passagen Verlag, Wien 2003, ISBN 3-85165-620-2.
- stein, wachs! 1. Auflage. Passagen Verlag, Wien 2005, ISBN 3-85165-670-9.
- Der schwimmende Österreicher. 1. Auflage. Passagen Verlag, Wien 2006, ISBN 3-85165-743-8.
- george sand abc. 1. Auflage. Passagen Verlag, Wien 2008, ISBN 978-3-85165-798-2.
- www.herzschriFtmacher.net. 1. Auflage. Passagen Verlag, Wien 2010, ISBN 978-3-85165-644-2.
- Bilderbuch einer StadtstreichLerin. Wo-manhattan, New York. 1. Auflage. Passagen Verlag, Wien 2012, ISBN 978-3-7092-0024-7.
- Musterknaben & Mustermädchen aus Barcelona. 1. Auflage. Passagen Verlag, Wien 2014, ISBN 978-3-7092-0123-7.

## Herausgeberschaft
- Knüppel aus dem Sarg. Brockmann … VHS-Workshop für Schreibende, Erlangen 75, herausgegeben von Ginka Steinwachs (= Autoren in der Plakaterie Nr. 20). Plakaterie, Galerie für Plakatkunst, Nürnberg 1976, DNB 800665473.

## Übersetzungen
- Fernando Arrabal: Der Himmel und die Scheiße. (Originaltitel: Le ciel et la merde), Rowohlt Theater Verlag, Reinbek bei Hamburg 1976, Uraufführung 5. Juni 1976 Théâtre de Plaisance Paris, Regie: Fernando Arrabal, deutsche Uraufführung 2. April 1986, Wien, Regie: Vintilă Ivănceanu.[2]
- Benjamin Péret: Histoire naturelle / Naturgeschichte, Übersetzung und Nachwort von Gisela Steinwachs. Renner, Erlangen 1976, ISBN 3-921499-10-0.

## Hörspiele
- 1978 Das kleine Ohrensausen. Regie: Walter Alder, NDR.
- 1980 Allerneuester Berliner Trichter. Regie: Heinz von Cramer, RIAS.
- 1980 Lunagal bei den Terraüken. Regie: Jörg Jannings, RIAS.
- 1981 George Sand: Eine Frau in Bewegung, die Frau von Stand. Regie: Hans Gerd Krogmann WDR/NDR.
- 1985 Erzherzog - Erzherzog oder Das unglückliche Haus Österreich heiratet die Insel der Stille. Hans Gerd Krogmann, WDR.
- 1987 Die vier Halluzinierer oder Ein Hörstück Leben. Regie: Heinz Hostnig, SFB/NDR.
- 1990 Der schwimmende Österreicher. Regie: Manfred Mixner, SFB/NDR:
- 1995 G.S. Genius oder Die Begründung des Minimalismus aus der Elephantiasis. Regie: Heinz Hostnig, NDR.
- 2005 Alize im ABZ. Kinderhörspiel, Regie: Iris Drögekamp, SWR.
- 2006 Ludwig Lichterloh. Regie: Lukas Cejpek, ORF.
- 2011 Mallorca für Dann-fänger. 10 Wurfsendungen, Regie: die Autorin, D-Kultur.
- 2012 Leckermänner oder Dichten in Fahrtrichtung. Regie: Götz Naleppa, D-Kultur/RB.

## Fernsehfilm
- Tränende Herzen. ARD 1980[3]